# لحظه (فیلم ۲۰۱۳)
«گشتاور» (انگلیسی: The Moment) یک فیلم درام است که در سال ۲۰۱۳ منتشر شد.